# Résolution 797 du Conseil de sécurité des Nations unies
Membres permanents
- Chine
- États-Unis
- France
- Royaume-Uni
- Russie

Membres non permanents
- Autriche
- Belgique
- Cap-Vert
- Équateur
- Hongrie
- Inde
- Japon
- Maroc
- Venezuela
- Zimbabwe

Résolution no 796 Résolution no 798
La résolution 797 du Conseil de sécurité des Nations Unies, adoptée à l'unanimité le 16 décembre 1992, après avoir réaffirmé la résolution 782 (1992), a décidé de la création de l'Opération des Nations Unies au Mozambique (ONUMOZ) comme proposé par le Secrétaire général Boutros Boutros-Ghali conformément à l'accord de paix pour le Mozambique. 
Le Conseil de sécurité a demandé au Secrétaire général de planifier et d'exécuter le déploiement de l'Opération visant à réaliser des économies grâce à un déploiement progressif, le mandat initial prenant fin le 31 octobre 1993. Il a également demandé au gouvernement du Mozambique et à la RENAMO de coopérer avec le Représentant spécial du Secrétaire général et l'ONUMOZ, en respectant le cessez-le-feu et en garantissant leur sécurité.
Le mandat de l'ONUMOZ était de surveiller le désarmement, la démobilisation, la réintégration des armées et des militaires irréguliers et de surveiller le retrait des forces étrangères. Il concernait également la protection des infrastructures vitales, le personnel des Nations Unies, les observateurs électoraux et les opérations internationales, ainsi qu'à surveiller la police mozambicaine et à signaler les violations des droits de l'homme. Les premiers membres de l'ONUMOZ arrivent au Mozambique au début de l'année 1993,.
La résolution invite ensuite le Secrétaire général à consulter étroitement toutes les parties sur le calendrier précis et les préparatifs des élections présidentielles et législatives ainsi que sur un calendrier précis pour la mise en œuvre des autres aspects majeurs de l'Accord, y compris la démobilisation, et de faire rapport au Conseil au plus tard le 31 mars 1993.
La résolution a ensuite demandé aux États membres de fournir du personnel, du matériel et des activités à l'appui de l'accord de paix.

## Voir également
- Histoire du Mozambique